# Polierstahl

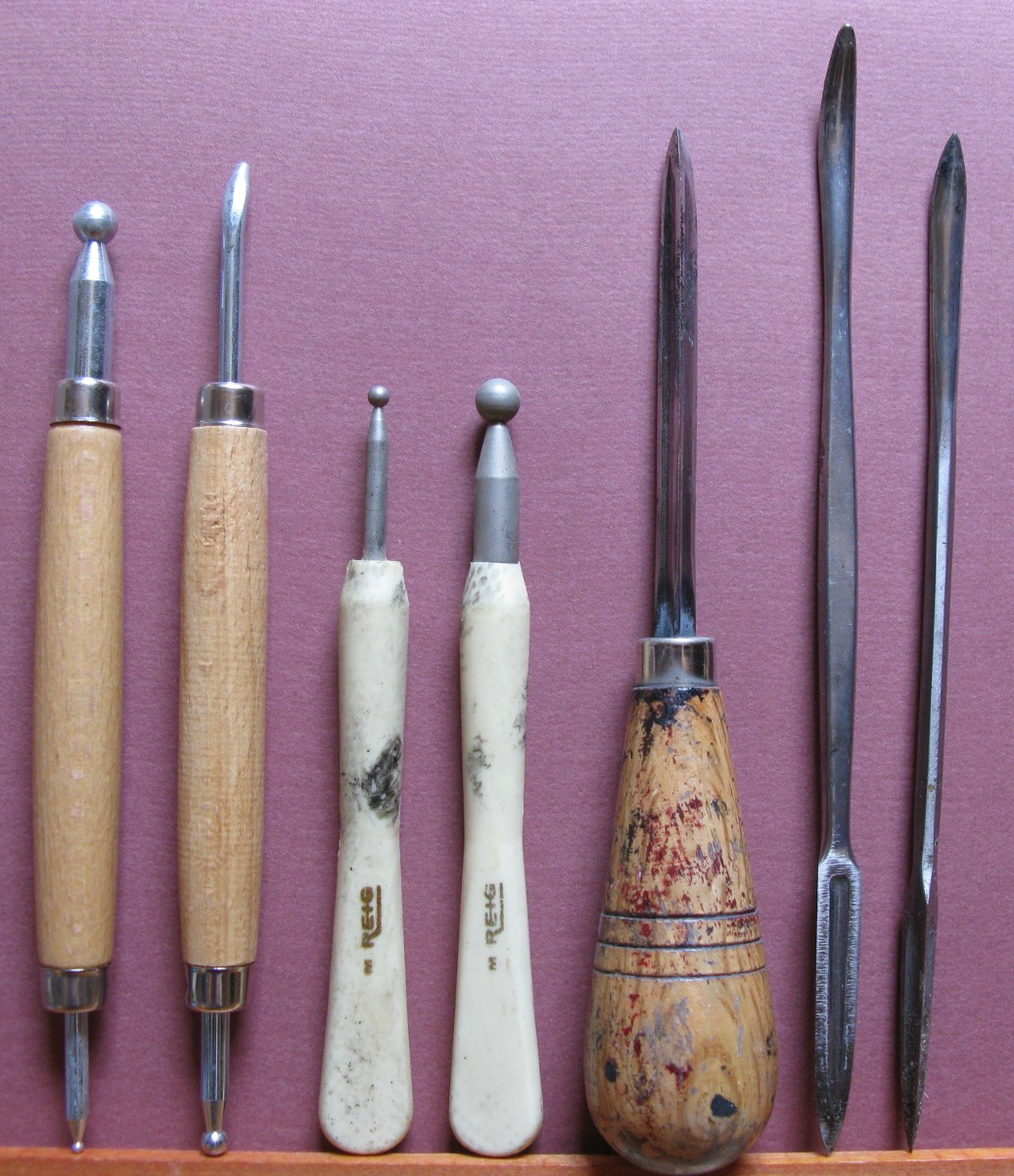
Polierstähle in unterschiedlichen Formgebungen

Ein Polierstahl ist ein Werkzeug zum Glätten der Schneide von Werkzeugen und Messern. Polierstähle sind meist aus hochfestem und sehr hartem Stahl  gefertigt, haben eine hochglänzende Oberfläche (oft zusätzlich mit einem Überzug aus Chrom versehen), mit der über das zu polierende Material gerieben/gestrichen wird. Dieses wird hierdurch so weit geglättet, dass es selbst Glanz annimmt. Der Grat einer Klingenschneide wird aufgerichtet und das Material erfährt durch Verfestigung eine höhere Härte.
Polierstähle sind oft an einem Stiel oder Heft befestigt, um sich besser handhaben zu lassen. Der Querschnitt kann rund, dreieckig und oval sein. 
Anders als beim Polieren mit Polierpasten und -pulvern, die durch Abrieb polieren, geht durch das Reiben mit dem Polierstahl fast kein Material verloren.
Da kein Material abgetragen wird, kann die Schneide eines Messers nicht feiner werden, sondern nur glatter, glänzender und egalisierter.
Ein verwandtes Werkzeug ist der Polierstein.